# Bakom jalusin
Bakom jalusin är en svensk dramafilm från 1984 med regi och manus av Stig Björkman. I rollerna ses bland andra Erland Josephson, Domiziana Giordano och Gunnel Lindblom.

## Om filmen
Inspelningen ägde rum mellan oktober och december 1983 i Stockholm, Södertälje samt Agadir och Marrakech i Marocko. Producent var Katinka Faragó, fotograf Dirk Brüel och kompositör Ulf Dageby. Klippare var Sylvia Ingemarsson och filmen premiärvisades den 26 september 1984 på biografen Sture i Stockholm.
Filmen möttes av positiva recensioner. Dagens Nyheters recensent Maaret Koskinen skrev till exempel "Stig Björkmans nya film Bakom jalusin är utan tvivel en av de mest intressanta och välgjorda svenska spelfilmerna på mycket länge."
I en intervju med Björkman i tidningen Göteborgs-Posten beskrev han sin intention med filmen: "Jag vill vårda de orealistiska momenten. I svensk film skall allt alltid skildras så realistiskt och exakt. Jag tycker man borde våga vara mer orealistisk. Jag har också gått in för att inte hela tiden använda realistiskt ljus och ljud."
Filmen var nominerad för bästa film vid filmfestivalen Fantasporto 1987.

## Rollista
- Erland Josephson – Daniel Brenner
- Domiziana Giordano – Hélène Azar
- Gunnel Lindblom – Bente Sanders
- Jonas Bergström – Kristoffer
- Lotte Tarp – Ellen Jörgensen
- Vlado Juras – Pierre Azar
- Jamal Ziani – Darius
- Saim Ugursay – Mehdi
- Boujemaa Atmane – polistolken
- Miloud Ganga – kommissarie Saad
- Driss Gaidi – guiden
- Sophie Lundberg – Sophie van der Berg
- Nino La Rocca	– tulltjänstemannen
- Saleem Abaas – läkaren
- Leif Ahrle – Macbeth
- Ben Nazih – tolk

### Fotnoter
1. 1 2 3 4  ”Bakom jalusin”. Svensk Filmdatabas. http://sfi.se/sv/svensk-filmdatabas/Item/?itemid=14558&type=MOVIE&iv=Basic&ref=/templates/SwedishFilmSearchResult.aspx?id%3d1225%26epslanguage%3dsv%26searchword%3dbakom+jalusin%26type%3dMovieTitle%26match%3dBegin%26page%3d1%26prom%3dFalse. Läst 17 maj 2013.
2. ↑  ”Bakom jalusin”. IMDb.com. http://www.imdb.com/title/tt0086932/?ref_=fn_al_tt_1. Läst 17 maj 2013.